# Formation de la Lune

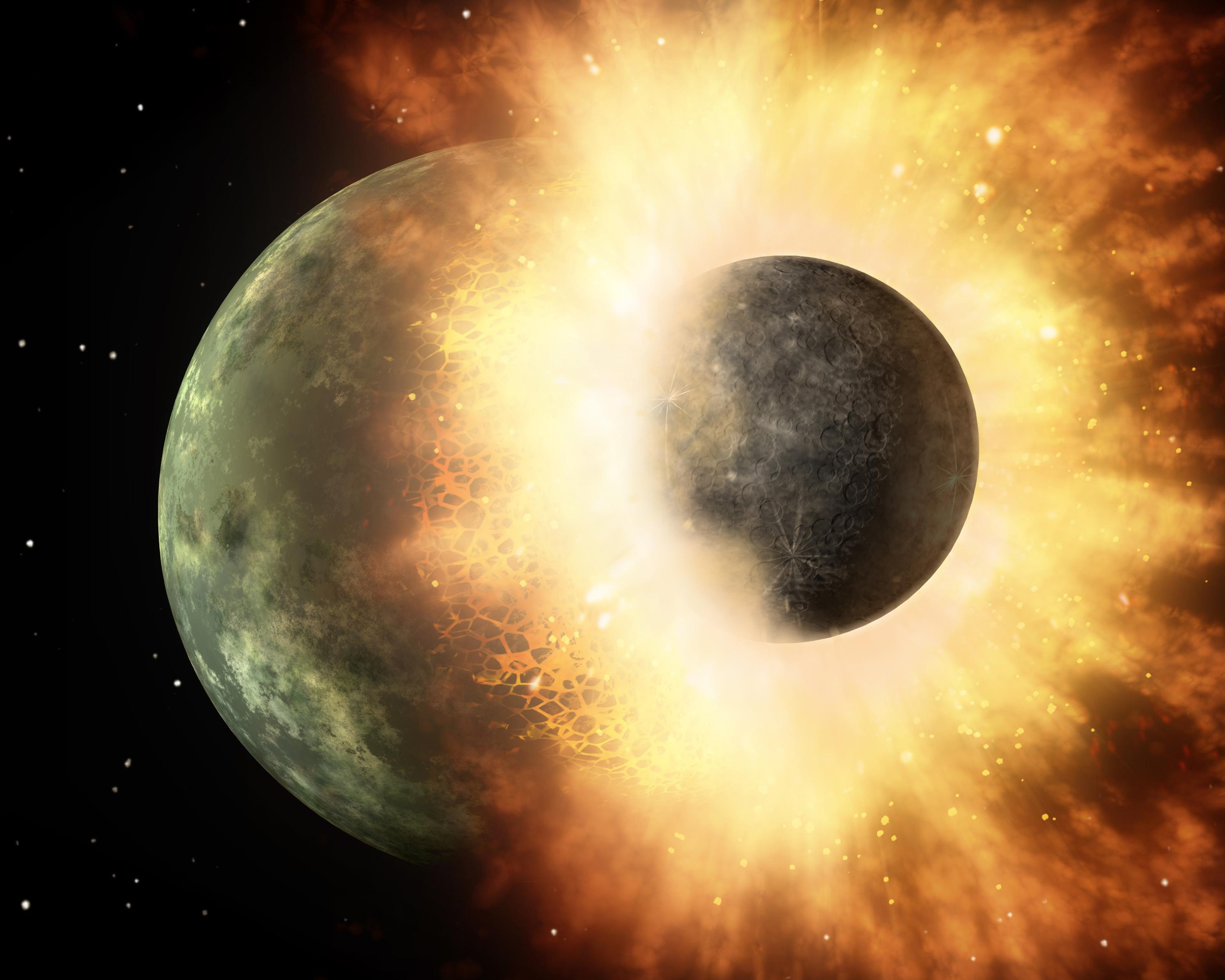
Vue d'artiste d'un impact géant similaire à celui qui aurait abouti à la formation de la Lune.

La formation de la Lune est un phénomène généralement expliqué par l'impact d'une protoplanète contre la proto-Terre, créant un anneau de débris qui s'est finalement rassemblé en un seul satellite naturel, la Lune. Cependant, des variations de cette hypothèse d'un impact géant coexistent encore. D'autres scénarios proposés concernent par exemple la capture de ce corps, la fission, une formation commune ou des collisions de planétésimaux (formées à partir de corps de type astéroïde).
L'hypothèse standard de l'impact géant suggère qu'un corps de la taille de Mars, appelé Théia, aurait heurté la proto-Terre, créant un grand anneau d'accrétion autour de la Terre, qui s'est ensuite accrété pour former la Lune. Cette collision a également entraîné l'inclinaison de l'axe de 23,5° de la Terre, provoquant ainsi les saisons.  
Ce modèle n'explique cependant pas certaines informations collectées sur le satellite. Ainsi, les rapports isotopiques de l'oxygène de la Lune semblent être essentiellement identiques à ceux de la Terre. Ceux-ci donnent cependant une signature unique et distincte pour chaque corps du Système solaire. Si Théia avait été une protoplanète distincte, elle aurait probablement eu une signature isotopique d'oxygène différente de celle de la proto-Terre, tout comme le matériau mixte éjecté. En outre, le rapport isotopique du titane de la Lune (50Ti / 47Ti) semble si proche de celui de la Terre (à moins de quatre parties par million) que la Lune ne devrait contenir qu'une faible de masse du corps entré en collision.

## Genèse d'un consensus
La Lune commence à se former il y a 4,51 milliards d'années, environ 60 millions d'années après la formation du Système solaire. Plusieurs mécanismes de formation sont proposés, parmi lesquels la fission de la Lune à partir de la croûte terrestre par la force centrifuge (ce qui exigerait une vitesse de rotation initiale de la Terre trop élevée), la capture gravitationnelle d'une Lune préformée (ce qui nécessiterait cependant une atmosphère terrestre étendue irréaliste pour dissiper l'énergie de la Lune de passage), et la co-formation de la Terre et de la Lune dans le disque d'accrétion primordial (qui n'explique pas la disparition des métaux dans la Lune). Ces hypothèses ne peuvent pas non plus expliquer le moment cinétique élevé du système Terre-Lune.
Ainsi, l'hypothèse dominante est que le système Terre-Lune s'est formé après un impact important d'un corps ayant une taille similaire à celle de Mars (nommé Théia, la mère de Séléné dans la mythologie grecque) avec la proto-Terre ; elle est appelée l'hypothèse de l'impact géant. L'impact projette alors des matériaux sur l'orbite de la Terre, qui par accrétion finissent par former la Lune,. La face cachée de la Lune présente une croûte plus épaisse de 48 km que celle de la face visible. Une explication possible (mais non consensuelle) serait que la Lune aurait fusionné à partir des matériaux de deux corps différents.
Cette hypothèse, bien qu'imparfaite, est celle qui explique le mieux les caractéristiques du système Terre-Lune actuel et les preuves disponibles. Dix-huit mois avant la conférence d'octobre 1984 sur les origines de la Lune, les organisateurs Bill Hartmann, Roger Phillips et Jeff Taylor mettent au défi leurs collègues scientifiques lunaires : « Vous avez dix-huit mois. Retournez à vos données d'Apollo, retournez à votre ordinateur, faites ce que vous avez à faire, mais décidez-vous. Ne venez à notre conférence que si vous avez quelque chose à dire sur la naissance de la Lune ». La conférence se tient à Kona, à Hawaï, et l'hypothèse de l'impact géant y apparaît comme la théorie la plus consensuelle.

« Avant la conférence, il y avait des partisans des trois théories « traditionnelles », plus quelques personnes qui commençaient à prendre l'impact géant au sérieux, et il y avait un énorme milieu apathique qui ne pensait pas que le débat serait un jour résolu. Par la suite, il n'y avait pratiquement que deux groupes : le camp de l'impact géant et les agnostiques. »

— Dana Mackenzie, The Big Splat, or How Our Moon Came to Be

## Hypothèse de l'impact géant

Animation du déroulement supposé de l'impact.

Selon l’hypothèse de référence, une proto-Terre de taille similaire à celle actuelle et une autre protoplanète analogue à Mars (la moitié du diamètre terrestre et un dixième de sa masse) entrent en collision. Cette dernière est parfois appelée Théia, le nom de la mère de Séléné, la déesse de la Lune dans la mythologie grecque. Ce rapport dimensionnel est nécessaire pour que le système résultant ait un moment cinétique suffisant pour correspondre à la configuration orbitale actuelle. Cela provoque l'éjection d'une quantité considérable de matériaux loin de la Terre. L'impacteur, la croûte et une partie du manteau terrestre sont disloqués. L'impacteur apporte à la Terre une grande partie du fer de son noyau et projette une grande quantité de débris dans l’orbite terrestre. La Lune se forme, par accrétion d'une partie de ce nuage de débris, en un temps très court, de l'ordre d'un siècle.
Les simulations informatiques montrent la nécessité qu'une partie de l'impacteur se soit désintégrée pour former un long bras de matériau qui se cisaille ensuite. La forme asymétrique de la Terre à la suite de la collision amène alors ce matériau à s'installer sur une orbite autour de la masse principale. L'énergie impliquée dans cette collision serait exceptionnelle : peut-être des milliards de tonnes de matériaux auraient été vaporisés et fondus. Dans certaines parties de la Terre, la température aurait atteint 10 000 °C.
Le noyau de fer relativement petit de la Lune (par rapport aux autres planètes rocheuses et aux autres satellites du Système solaire) s'explique par le fait que le noyau de Théia ait fusionné principalement avec celui de la Terre. Le manque de substances volatiles dans les échantillons lunaires s'explique également en partie par l'énergie de la collision. Cela aurait fait fondre la couche externe de la Terre, et ainsi formé un océan de magma,. L'énergie libérée lors de la réaccrétion de matière en orbite autour de la Terre aurait été suffisante pour faire fondre une grande partie de la Lune, conduisant à la génération d'un océan magmatique lunaire ; sa profondeur est estimée comme allant de 500 km à 1 737 km. L'hypothèse est validée par l'épuisement des isotopes de zinc sur la Lune.
La Lune nouvellement formée tourne ensuite en orbite à environ un dixième de la distance lunaire actuelle avant de s'éloigner graduellement en raison de l'accélération par effet de marée transférant le moment angulaire des rotations des deux corps au mouvement orbital de la Lune. Lors de ce processus, la Lune entre en rotation synchrone avec la Terre, de sorte qu'un côté de la Lune est continuellement tourné vers la Terre, sa face visible. En outre, la Lune aurait heurté et incorporé tous les petits satellites préexistants de la Terre, qui auraient partagé la composition de la Terre, y compris ses abondances isotopiques. La géologie de la Lune est depuis indépendante de celle de la Terre.
Il est supposé que les impacts géants étaient courants au début du Système solaire. Les simulations informatiques d'impacts géants produisent des résultats cohérents avec la masse du noyau lunaire et le moment cinétique du système Terre-Lune. Ces simulations montrent également que la majeure partie de la Lune dérive de l'impacteur plutôt que de la proto-Terre. Cependant, des simulations plus récentes suggèrent qu'une plus grande fraction de la Lune est dérivée de la proto-Terre,, . D'autres corps du Système solaire interne tels que Mars et Vesta ont, selon les météorites en provenant, des compositions isotopiques en oxygène et en tungstène très différentes de celles de la Terre. À l'inverse, la Terre et la Lune ont des compositions isotopiques presque identiques. L'égalisation isotopique du système Terre-Lune pourrait s'expliquer par un mélange après impact du matériau vaporisé avant l'accrétion sur les deux astres, bien que cela soit toujours débattu,. Le volcanisme lunaine relativement récent ou l'existence passée d'un champ magnétique planétaire pour le satellite ne sont également pas expliquées avec ce modèle,. Aussi, les éléments volatils de la Lune ne sont pas aussi épuisés qu'attendu pour un tel impact énergétique,.
En 2001, une équipe du Carnegie Institute de Washington rapporte la mesure la plus précise des signatures isotopiques des roches lunaires. À leur grande surprise, les roches du programme Apollo présentent la même signature isotopique que les roches terrestres, mais elles différaient de presque tous les autres corps du Système solaire. Cette observation est inattendue car il était alors pensé que la plupart des matériaux qui formaient la Lune provenaient de Théia, or il a été annoncé en 2007 qu'il y avait moins de 1 % de chance que Théia et la Terre aient des signatures isotopiques identiques,,. D'autres échantillons lunaires d'Apollo étudiés en 2012 comportent la même composition en isotopes de titane que la Terre, ce qui est en conflit avec ce qui est attendu si la Lune s'est formée loin de la Terre ou est dérivée de Théia. De même, une étude de 2013 indique que l'eau contenue dans le magma lunaire est impossible à distinguer de celle des chondrites carbonées et à peu près la même que celle de la Terre en composition isotopique.

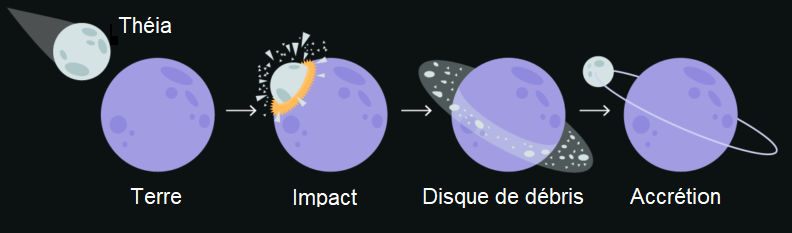
Schéma de l'hypothétique impact géant.

## Variations de l'hypothèse de l'impact géant

### Fusion de deux planètes
Pour aider à résoudre ces problèmes, une nouvelle théorie publiée en 2012 postule que deux corps - chacun cinq fois la taille de Mars - sont entrés en collision, puis se sont rappelés, formant un grand disque de débris mixtes qui ont finalement formé la Terre et la Lune. 

### Impacts multiples
En 2017, des planétologues de l'Institut Weizmann proposent une nouvelle théorie qui suggère que la Lune ait été créé par une violente pluie de débris cosmiques qui a martelé à plusieurs reprises la Terre naissante pendant des millions d'années. Ils déterminent qu'une série d'impacts plus petits et moins cataclysmiques, qui étaient probablement plus fréquents au début du Système solaire, pourraient faire exploser suffisamment de roches terrestres et les placer en orbite pour former des petits satellites naturels. À mesure que des impacts répétés créaient plus de boules de débris, les débris pourraient fusionner au fil du temps en une seule grande lune plus massive. Ce scénario serait plus compatible avec les contraintes de composition chimique et de moment cinétique, et nécessiterait des conditions moins particulières que celui de la collision entre la proto-Terre et Théia.

### Hypothèse de la synestia
En 2018, des chercheurs de Harvard et de l'UC Davis développent des modèles informatiques démontrant que l'un des résultats possibles d'une collision planétaire est qu'elle crée une synestia, une masse de roche et de métal vaporisés qui forme un nuage torique de gaz et de fragments rocheux s'étendant au-delà de l'orbite lunaire. En effet le modèle classique ne rend pas compte de certaines caractéristiques de la Lune comme son manque d'éléments volatils par rapport à la Terre. 
Selon cette nouvelle variante de l'impact géant, la percussion d'une proto-Terre plus petite conduit à la vaporisation et au mélange de la croûte et du manteau terrestre avec les matériaux de l'impacteur : une synestia se forme. Ainsi, la Lune résulterait de l'accrétion des fragments rocheux en quelques décennies alors que la synestia finit par rétrécir et refroidir tandis que les éléments volatils restent dans le nuage de vapeur et rejoignent progressivement la Terre au cours de son long refroidissement,,.

### Anciens satellites
Une autre possibilité est qu'avant l'impact géant, la Terre avait un ou plusieurs satellites normaux qui partageaient sa composition. À la suite de l'impact, la Lune s'est formée plus près de la Terre que ces satellites, puis a fait une spirale vers l'extérieur, entrant en collision avec eux. Cela expliquerait la composition similaire de la Lune avec celle de la Terre.[réf. nécessaire]

## Autres hypothèses

### Capture
| Densité de différents corps |               |
| Corps                       | Densité g/cm3 |
| Mercure                     | 5,4           |
| Vénus                       | 5.2           |
| Terre                       | 5.5           |
| Lune                        | 3,3           |

Cette hypothèse affirme que la Lune a été capturée par la Terre. Ce modèle était populaire jusque dans les années 1980, et certains points en sa faveur sont la taille, l'orbite et le verrouillage par effets de marées de la Lune.
Un problème est de comprendre le mécanisme de capture. Une rencontre rapprochée de deux corps planétaires entraîne généralement une collision ou une modification des trajectoires. Pour que cette hypothèse fonctionne, il aurait été nécessaire qu'une grande atmosphère soit présente autour de la Terre primitive, ce qui ralentirait le mouvement de la Lune par aérofreinage avant qu'elle ne puisse s'échapper. Cette hypothèse peut également expliquer les orbites irrégulières de certains satellites de Jupiter et de Saturne.
La théorie Common-Donor Capture explique les similitudes isotopiques entre la croûte terrestre et la Lune. Mercure est suggérée comme donneur parce que les échantillons de la Terre et de la Lune tombent exactement sur la même ligne de fractionnement que les chondrites à enstatite pensées comme originaires de Mercure ou de la région entourant la planète. Des études sur les isotopes du silicium sensibles à la pression concordent en confirmant que les minéraux à la surface de la Lune et de la Terre proviennent d'une pression élevée, vraisemblablement de l'intérieur d'une autre planète. Mercure, ayant été dénudé d'une grande partie de son manteau rocheux, est un candidat donateur en conséquence,. Dans le scénario de l'origine de la Lune près du centre du Système solaire, Vénus aurait pu contribuer en tant que tremplin par assistance gravitationnelle,.

Terre et Lune à l'échelle, 500 km par pixel.

### Fission
Il s'agit d'une ancienne hypothèse désormais discréditée selon laquelle une Terre ancienne, en rotation rapide, aurait expulsé un morceau de sa masse. Cela a été proposé par George Darwin (fils de Charles Darwin) en 1879 et conserva une certaine popularité jusqu'au programme Apollo. Le géologue autrichien Otto Ampherer suggéra également en 1925 l'émergence de la Lune comme cause de la dérive des continents.
Il est alors proposé que l'océan Pacifique représente la cicatrice de cet événement. Il est à présent connu que la croûte océanique qui compose ce bassin est relativement jeune, environ 200 millions d'années ou moins, alors que la Lune est beaucoup plus ancienne. La Lune n'est pas constituée d'une croûte océanique mais d'un matériau analogue à un manteau planétaire, qui provient de la proto-Terre au Précambrien.

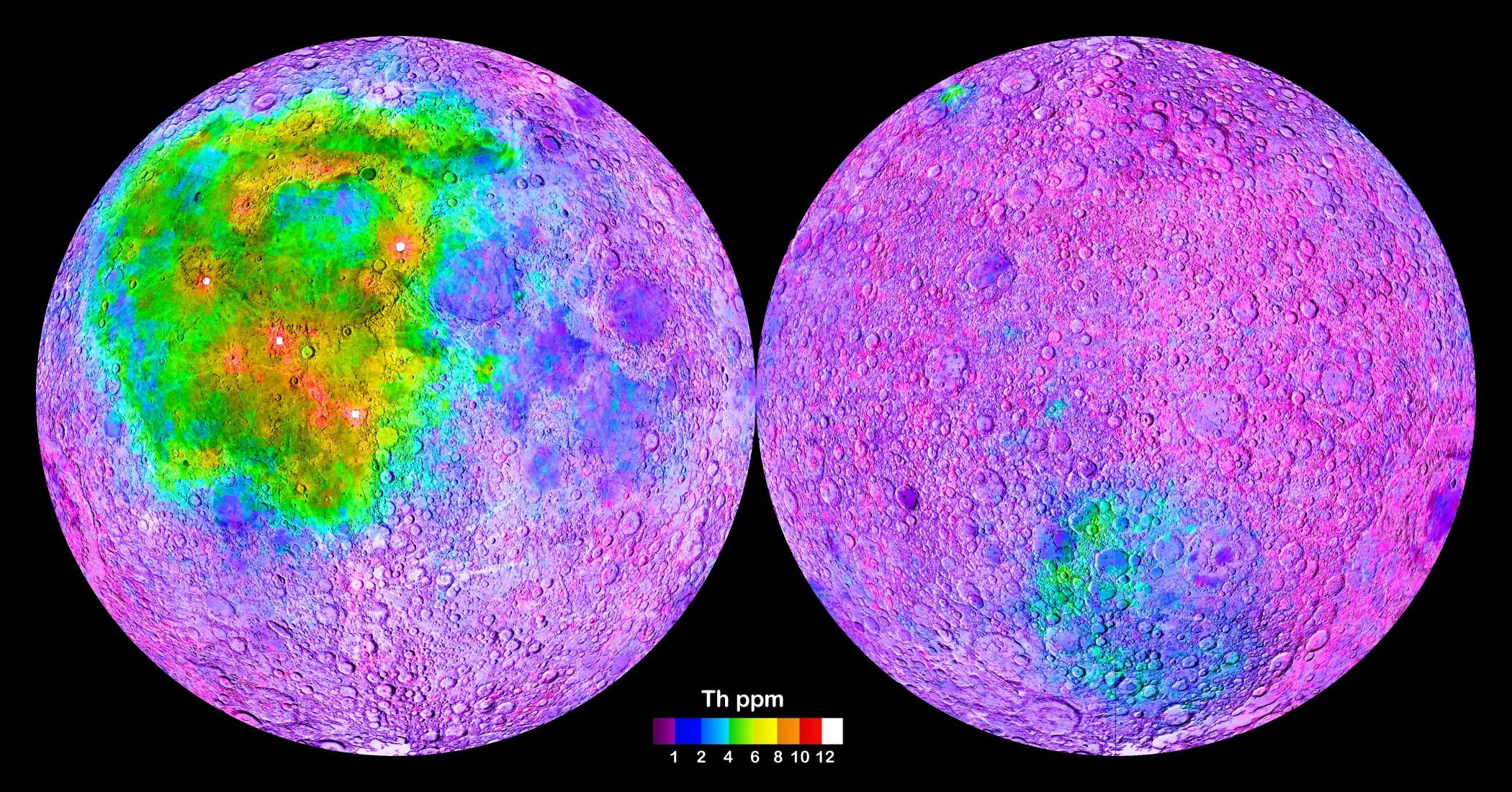
Concentrations de thorium sur la Lune, telles que cartographiées par Lunar Prospector.

### Accrétion
L'hypothèse d'accrétion suggère que la Terre et la Lune se sont formées ensemble comme un système double à partir du disque d'accrétion primordial du Système solaire ou même d'un trou noir. Le problème avec cette hypothèse est qu'elle n'explique pas le moment cinétique du système Terre-Lune ni pourquoi la Lune a un noyau de fer relativement petit par rapport à celui de la Terre (25% de son rayon contre 50% pour la Terre).

### Explosion nucléaire
Les scientifiques néerlandais Rob de Meijer et Wim van Westrenen suggèrent en 2010 que la Lune pourrait s'être formée à partir d'une explosion nucléaire causée par la force centrifuge d'une proto-Terre en rotation. La force centrifuge aurait concentré des éléments lourds tels que le thorium et l'uranium sur le plan équatorial et à la frontière entre le noyau externe et le manteau terrestre. Si les concentrations de ces éléments radioactifs étaient suffisamment élevées, cela aurait pu conduire à une réaction nucléaire en chaîne devenue supercritique, provoquant une explosion nucléaire éjectant la Lune en orbite,. 

Un type de réacteur nucléaire naturel a déjà été observé sur Terre à une échelle beaucoup plus petite, au Gabon.

## Théories et études supplémentaires
En 2011, il est théorisé qu'une seconde lune existait il y a un milliard d'années, et a eu plus tard un impact sur la Lune, dans le cadre du processus d'accrétion dans la formation de la Lune.
En 2013, une hypothèse, présentée uniquement comme une possibilité, suppose que la Terre aurait capturé la Lune qui orbitait alors autour de Vénus.
En 2017, la datation uranium-plomb des fragments de zircon d'Apollo 14 montre que l'âge de la Lune est d'environ 4,51 milliards d'années,.
En 2020, une équipe de chercheurs du Lunar Reconnaissance Orbiter (LRO) de la NASA conclut que le sous-sol de la Lune pourrait être plus riche en métaux, comme le fer et le titane, que pensé auparavant. D'autres scientifiques rapportent que la Lune s'est formée vers 4,425 ± 0,025 Ga, environ 85 millions d'années plus tard que prévu, et qu'elle a abrité un océan magmatique pendant beaucoup plus longtemps que pensé auparavant (pendant ~ 200 millions d'années),,.
En 2024, une mesure précise de la composition isotopique du strontium de la ferroanorthosite FAN 60025, dont l'âge de cristallisation, obtenu par plusieurs méthodes, est connu avec certitude (4,360 ± 0,003 Ga), donne pour son rapport (87Sr/86Sr) initial 0,699 081 2 ± 0,000 000 9, dont on déduit que la Lune s'est nécessairement formée moins de 79 millions d'années après la formation du Système solaire, et donc qu'elle  est âgée d'au moins 4,488 Ga.